# Mimanuga japonica
Mimanuga japonica is een vlinder uit de familie van de Euteliidae. De wetenschappelijke naam van de soort is voor het eerst geldig gepubliceerd in 1889 door Leech.